# Myrmecoclytus
Myrmecoclytus es un género de escarabajos longicornios de la tribu Acanthocinini.

## Especies
- Myrmecoclytus affinis Breuning, 1975
- Myrmecoclytus mayottei Breuning, 1957
- Myrmecoclytus natalensis Hunt & Breuning, 1957
- Myrmecoclytus pauliani Breuning, 1957
- Myrmecoclytus raffrayi Fairmaire, 1895
- Myrmecoclytus singularis Breuning, 1957
- Myrmecoclytus vadoni Breuning, 1957